# Эстергомский десант
Эстергомский десант, или Десант у Тата, или Эстергомско-Татский десант — тактический десант, высаженный 19 — 23 марта 1945 года катерами Дунайской военной флотилии в ходе Венской наступательной операции Великой Отечественной войны.

## План и подготовка операции
К началу Венской операции советская Дунайская военная флотилия (командующий вице-адмирал Г. Н. Холостяков) находилась в оперативном подчинении командующего 2-м Украинским фронтом Маршала Советского Союза Р. Я. Малиновского. Маршал поставил флотилии задачу на высадку десанта восточнее венгерского города Эстергом с целью перекрыть дороги по южному берегу Дуная и удерживать их до подхода частей 46-й армии, отрезать пути отхода противника на запад, тем самым содействовать частям армии в прорыве обороны и уничтожении группировки противника в районе города Эстергом. Выполнение задачи планировалось в течение 10-12 часов. Со стороны противника там занимали оборону части 3-й венгерской армии (командующий генерал Йожеф Хесленьи) немецко-венгерской группы армий «Юг» (командующий генерал пехоты Отто Вёлер). 
Для высадки катера должны были пройти по Дунаю, на протяжении 15 километров по маршруту перехода оба берега которого были заняты противником. При этом противником было подготовлено противокорабельное заграждение в виде взорванного и рухнувшего в воду моста в городе Эстергом, это препятствие было заминировано и прикрывались несколькими артиллерийскими батареями.
В состав десанта был выделен 144-й отдельный батальон морской пехоты (командир майор В. П. Быстров, он же командир десанта) из состава 83-й морской стрелковой бригады, усиленный штрафной ротой автоматчиков (командир лейтенант П. И. Кирсанов), ротой противотанковых ружей, взводом сапёров и группой из состава медсанроты. Численность десанта — 536 человек (исследователь Е. А. Абрамов приводит данные о 866 десантниках), в составе — 2 противотанковых орудия, 3 батальонных миномёта, 21 противотанковое ружьё, 26 пулемётов. Отряд высадки десанта составлял 10 бронекатеров, также задействованы отряд катеров артиллерийской поддержки (2 бронекатера и 1 минный катер), отряд обеспечения (1 бронекатер и 2 речных катера-тральщика), отряд резерва (3 малых катера).
Для артиллерийской поддержки десанта были выделены артиллерийская батарея (4 орудия), батарея самоходных артиллерийских установок (6 САУ), несколько миномётных батарей (31 миномёт больших калибров).

## Ход операции
В 22 часа 19 марта 1945 года бронекатера с десантом начали продвижение к месту высадки. При выходе к устью реки Грон они подверглись сильному огневому воздействию противника. С участием береговой артиллерии флотилии и армейской артиллерии вражеский огонь был подавлен. В дальнейшем, по мере движения бронекатеров вверх по реке, они сопровождались передвижной  огневой завесой. Сильная огневая поддержка артиллерии, смелые и решительные действия командиров кораблей дали возможность всем бронекатерам прорваться через укрепленный рубеж и пройти Эстергомский мост. При преодолении моста в темноте и при сильном течении один катер напоролся на затопленную конструкцию и затонул, экипаж и десантников удалось снять с него без потерь.
Высадка десанта произведена в 2 часа 15 минут 20 марта. В районе высадки оказалось небольшое подразделение, не оказавшее значительного сопротивления. Прибрежные дороги были перехвачены и создан плацдарм до 3 километров по фронту. С 7 часов утра противник предпринял ожесточенные атаки, пытаясь сбросить десант в реку. При поддержке огня артиллерии были отбиты многочисленные атаки танков и пехоты. Вместо нескольких часов, десантникам пришлось вести ожесточённый бой трое суток. В первый день было отбито 8 атак, при этом десант потерял всю артиллерию и миномёты. 
С целью усиления десанта в ночь на 21 марта к нему был направлен новый десантный отряд кораблей (9 бронекатеров, 2 речных катера-тральщика) с подкреплениями. Их действия поддерживали ещё 4 бронекатера и 4 минных катера. На борту катеров были 330 бойцов десанта, 2 артиллерийских орудия, 5 пулемётов, 12 тонн боеприпасов. Однако эта высадка не удалась: немцы ожидали ночного усиления десанта и держали Дунай под огнём. При попытке прорыва 1 бронекатер был потоплен артиллерийским огнём и 2 получили повреждения, на мине подорвался и затонул 1 катер-тральщик. На борту катеров погибли 19 моряков и десантников, 17 получили ранения. Только 2 катера прорвались к плацдарму, высадив 60 бойцов и 1 орудие.  
С утра 21 марта враг подтянул несколько танков и самоходных орудий, возобновив атаки. 
Наступление советских войск по берегам Дуная развивалось медленнее запланированного. Только 21 марта с большим трудом был занят город Эстергом, который по плану необходимо было занять в первый день операции, но и после его потери враг упорно оборонялся. В этих условиях вечером 21 марта командующий флотилией разрешил командиру десанта прорыв навстречу наступающим войскам. Ввиду большого количества раненых командир десанта отказался от прорыва, решив удерживать уже оборудованные позиции. Попытки доставить подкрепление катерами успехом не увенчались, так как после прорыва десантного отряда враг держал Дунай под непрерывным наблюдением. К плацдарму смогли прорваться только единичные катера, доставившие незначительное количество боеприпасов и вывезшие несколько десятков раненых, при этом два катера были потоплены врагом и ещё несколько получили тяжёлые повреждения. В течение всего 22 марта бойцы вновь отбивали вражеские атаки, проявляя массовый героизм и самоотверженность. Утром 23 марта с десантом соединилась передовая разведгруппа наступавших по побережью войск, а вскоре в связи с приближением других частей противник прекратил атаки десанта и начал спешный отход по обходным дорогам, бросая технику и военное имущество. Через несколько часов к позициям десанта вышла наступавшая по дунайскому берегу 83-я отдельная морская стрелковая бригада.

## Итоги и результаты операции
Десант смог удержаться во многом благодаря активной поддержке артиллерии берегового отряда флотилии. За время боя она 281 раз открывала огонь по заявкам командира десанта, при этом было сожжено и подбито 9 танков, 4 самоходных орудия, 20 пулемётов, 7 орудий, 48 автомашин. Всего в ходе боя уничтожено около 900 солдат и офицеров противника, отбито 39 атак танков и пехоты, подбито до 30 танков и 6 самоходных орудий.
Потери десантников оказались очень велики и составили 502 бойца из 536 (195 убитыми, 307 ранеными). Были потоплены два бронекатера (БК-7 погиб при форсировании Эстергомского моста, БК-131 потоплен вражеской артиллерией при рейсе на плацдарм) и катер-тральщик КТ-220 (огнём вражеской артиллерии). За мужество и героизм в этом бою трём морским пехотинцам присвоено звание Героев Советского Союза. Один из них, Михаил Владимирович Ашик, написал ряд книг об этом десанте.
Десант в районе Тат стал одной из наиболее сложных и дерзких операций Дунайской военной флотилии. Был осуществлён прорыв кораблей на большую глубину в условиях, когда оба берега реки занимал противник. Сковывание эстергомской группировки положительно сказалось на дальнейшем ходе операции: основная часть этой группировки не успела выйти на соединение с главными силами группы армий «Юг» и была пленена или уничтожена. Ускорились темпы наступления советских войск на Вену.
В качестве ошибок советского командования необходимо отметить недостаточную численность десанта для блокирования отхода крупной группировки противника и острую нехватку огневых средств. По последней причине основную часть вражеских танков десантники были вынуждены уничтожать гранатами, неся при этом большие потери, а сам десант находился под угрозой полной гибели.